# ریزاختروش

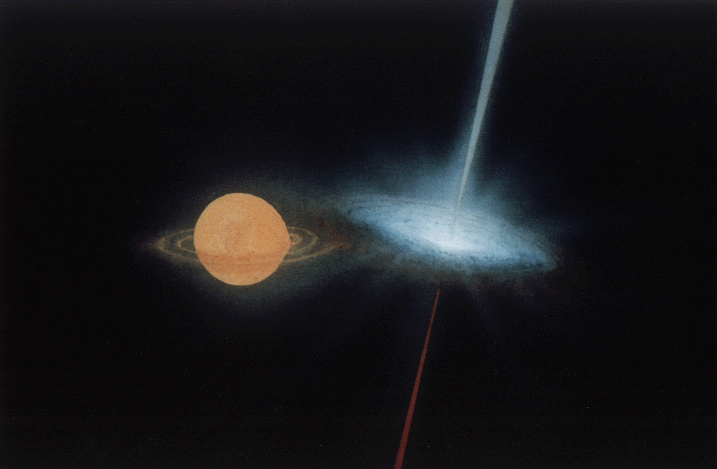
برداشتی هنری از ریزاختروش اس‌اس ۴۳۳.

ریزاختروش (به انگلیسی: microquasar) که به نام دوتایی پرتو ایکس منتشر کننده امواج رادیوی نیز خوانده می شود، نوع کوچکتر یک اختروش است. ریزاختروش ها را از روی اختروش ها نامگذاری نموده اند؛ زیرا خصوصیات مشترکی بایکدیگر دارند : انتشار امواج رادیویی قوی و متغیر و اینکه هردو به صورت فواره های رادیویی و یک قرص تجمعی که با یک جسم فشرده(سیاهچاله یا ستاره نوترونی) محصور شده اند، تصویر می شوند. در اختروش ها سیاهچاله، یک سیاهچاله پرجرم (میلیونها جرم خورشیدی) است در حالیکه در ریز اختروش ها جرم جسم فشرده تنها چند جرم خورشیدی است. در ریزاختروش ها ماده تجمع یافته از یک ستاره معمولی می آید و قرص تجمعی در نواحی نورمرئی و پرتو ایکس بسیار درخشنده است. ریزاختروش ها را گاهی به نام دوتایی پرتو ایکس فواره رادیویی می خوانند تا آن را از دیگر دوتایی های پرتو ایکس متمایز نمایند. بخشی از تابش رادیویی از فواره های نسبیتی می آید.
ریزاختروش ها برای مطالعه فواره های نسبیتی اهمیت دارند. این فواره ها در نزدیکی جسم فشرده تشکیل می شوند، و مقیاس زمانی نزدیک به جسم فشرده متناسب با جرم آن هستند. بنا براین آن تغییراتی که در یک روز در ریزاختروش ها صورت می گیرد ممکن است برای اختروش ها قرنها طول بکشد.
برخی از ریزاختروش های قابل توجه عبارتند از : اس‌اس ۴۳۳ که در آن خطوط تابش اتمی در هردوی فواره ها قابل مشاهده هستند؛ جی‌آراس ۱۹۱۵+۱۰۵ با سرعت فواره بسیار بالا؛ ماکیان ایکس یک بسیار روشن و ال‌اس آی +۶۱ ۳۰۳ که نامزد ریزاختروش بودن است و پرتوهای گامای بسیارپرانرژی منتشر می کند.